# Agrilinus virginalis
Agrilinus virginalis är en skalbaggsart som beskrevs av Edmund Reitter 1900. Agrilinus virginalis ingår i släktet Agrilinus och familjen Aphodiidae. Inga underarter finns listade i Catalogue of Life.